# Stawki (Bolęcin)
Stawki – przysiółek wsi Bolęcin w Polsce położony w województwie małopolskim, w powiecie chrzanowskim, w gminie Trzebinia.
W latach 1975–1998 przysiółek administracyjnie należał do województwa katowickiego.